# Neoparrya
Neoparrya es un género  de plantas herbáceas perteneciente a la familia de las apiáceas.    Comprende 2 especies descritas.

## Taxonomía
El género fue descrito por Mildred Ester Mathias y publicado en Annals of the Missouri Botanical Garden 16(4): 393. 1929. La especie tipo es:	Neoparrya lithophila Mathias		

## Especies
A continuación se brinda un listado de las especies del género Neoparrya aceptadas hasta septiembre de 2012, ordenadas alfabéticamente. Para cada una se indica el nombre binomial seguido del autor, abreviado según las convenciones y usos.
- Neoparrya lithophila Mathias
- Neoparrya megarrhiza (A. Nelson) W.A. Weber